# Graham Patrick Martin
Graham Patrick Martin (Metairie (Louisiana), 14 november 1991) is een Amerikaans acteur die vooral op het kleine scherm te zien is. Hij werd bekend door zijn rol als Eldridge Mackelroy in de sitcom Two and a Half Men.

## Loopbaan

### Jeugdjaren
In zijn jonge tienerjaren deed Martin aan paardrijden, was liefhebber van watersporten, en begon te acteren op zijn vijftiende. Zijn twee broers en zus acteren ook. Hij studeerde aan Fiorello H. LaGuardia High School in New York. Hetzij zijn vader hetzij zijn moeder is afkomstig uit New Orleans, Louisiana. Hij verhuisde naar Los Angeles nadat zijn acteercarrière op de rails kwam te staan door zijn rol als Eldridge Mackelroy in de sitcom Two and a Half Men, acterend naast Charlie Sheen en Jon Cryer. 

Ik ben een New Yorker uit New Orleans die in Los Angeles woont.
— Graham Patrick Martin aan TNT News, 2012

Martin gaf in een online interview met de Amerikaanse televisiezender TNT aan dat acteur en Oscarwinnaar Leonardo DiCaprio hem als tiener heeft beïnvloed om acteur te worden.

### Doorbraak inTwo and a Half Men
Martin vertolkte de rol van Eldridge, de puberale zoon van Lindsey Mackelroy (Courtney Thorne-Smith) in de toen immens populaire sitcom Two and a Half Men, vanaf het zevende seizoen tot en met het negende seizoen van de sitcom oftewel een periode tussen 2010 en 2012. Lindsey had een relatie met de vader van Jake, Alan Harper (Jon Cryer). Haar zoon Eldridge is de beste vriend van Jake Harper (Angus T. Jones), de 'Half Man' uit de sitcom. 
Eldridge heeft een slechte invloed op Jake, gaande van wiet roken tot bier jatten bij oom Charlie Harper (Charlie Sheen). Samen halen ze op uiteenlopende wijze kattenkwaad uit, zoals het naspelen van de serie Jackass (aflevering "Lookin' for Japanese Subs"). Aan het einde van het negende seizoen van Two and a Half Men gaat Jake Harper naar het leger. Eldridge' moeder blijft in de serie, maar Eldridge werd hierna nog slechts vermeld. Hierdoor verdween Martin uit de sitcom. Martin heeft het uiteindelijk zeventien afleveringen uitgezongen. 

### Rollen in jeugdseries
In het begin van zijn carrière als acteur werd Martin voornamelijk gecast als 'de knappe jongeman' of als 'de liefdesrivaal' in enkele druk bekeken jeugdseries uitgezonden door zenders als Disney Channel of Nickelodeon. Daarnaast speelde Martin de rol van de jonge oplichter Rusty Beck in de allerlaatste aflevering van de politieserie The Closer (2012). Daarna nam hij deze rol zes jaar lang op zich in de spin-off van de serie, Major Crimes (2012–2018). Hij speelde gastrollen in onder andere de televisieseries Good Luck Charlie (2011, als Dustin) en The Good Doctor (2018, als Blake). Twee van zijn eerste rollen waren die van Benjamin Price in Law & Order: Criminal Intent (2006) en Pete uit iCarly (2009), een jeugdserie met actrice en zangeres Miranda Cosgrove in de titelrol van Carly Shay. Bovendien was Martin als tiener te zien als Randolph in een aflevering van de jeugdserie rond de broertjes Jonas, Jonas L.A., wat de grote doorbraak betekende voor de Jonas Brothers (aflevering "Love Sick" uit 2009). 
Graham Patrick Martin vertolkte tussen 2007 en 2009 een hoofdrol als de niet al te snuggere tiener Trent Pearson in The Bill Engvall Show over het fictieve gezin van stand-upcomedian Bill Engvall (als therapeut).
In 2018 had Graham Patrick Martin een hoofdrol als Ivor Orr in de mini-televisieserie Catch-22, een zwarte humoristische oorlogsreeks zich afspelend tijdens de Tweede Wereldoorlog en met name handelend over de gebeurtenissen in het Midden-Oosten en de landen aan de Middellandse Zee. Martin speelde de rol van Ivor Orr zes afleveringen lang. 

## Filmografie
- Library of Congress Control Number: no2010123179
- Système universitaire de documentation: 252748166
- Virtual International Authority File: 141138804
- WorldCat: E39PBJyWXQxJhdXtgckQBpGWDq